# Stereospondylomorpha
 Stereospondylomorpha es un clado extinto de temnospóndilos. Este incluye a la superfamilia Archegosauroidea y al grupo más diverso Stereospondyli. Stereospondylomorpha fue propuesto originalmente por Yates y Warren (2000), quienes encontraron que Archegosauroidea y Stereospondyli ern taxones hermanos en su análisis filogenético. Un clado similar es Archegosauriformes, nombrado por Schoch y Milner (2000), los cuales incluyeron a Stereospondyli y a algunos temnospóndilos del Pérmico ue son de apariencia similar a los estereospóndilos, incluyendo a los arquegosauroideos. Sin embargo, de acuerdo con la filogenia de Schoch y Milner, Archegosauroidea es un grupo parafilético de taxones que son sucesivamente basales a los Stereospondyli, en lugar de ser un taxón hermano monofilético.